# Ricardo Sanmartín Arce
Ricardo Sanmartín Arce (València, 11 de desembre de 1948) és un economista i antropòleg social valencià, acadèmic de la Reial Acadèmia de Ciències Morals i Polítiques.
Va estudiar el batxillerat al Col·legi dels Jesuïtes de Sant Josep. El 1972 es llicencià en econòmiques i en dret a la Universitat de Deusto i el 1976 es doctorà en dret a la Universitat de València. Va ampliar estudis d'antropologia social al King's College, Cambridge amb una beca del British Council el 1979.
Des de 1983 és catedràtic d'antropologia social a la Universitat Complutense de Madrid, i n'ha estat director del departament de 1990 a 1998. Ha participat en el projecte Etnografía General del País Valencià, 1980-1983, dirigit per Joan Francesc Mira i Casterà. De 1992 a 2001 va dirigir la Revista de Antropología Social. Ha estat com a professor convidat a la Universitat La Sapienza de Roma i a les universitats de Perugia, Bordeos, Guadalajara (Mèxic), Ríos Piedras i Interamericana de Puerto Rico. En 2010 fou escollit acadèmic de la Reial Acadèmia de Ciències Morals i Polítiques.

## Obres
- Vaqueiros y pescadores: dos modos de vida (1979, Madrid, Akal)
- La Albufera y sus hombres (1983, Madrid, Akal)
- Valores culturales (1999,Granada, Comares)
- Observar, escuchar, comparar, escribir. La práctica de la investigación cualitativa (Barcelona, 2003, Ariel)
- Meninas, espejos e hilanderas. Ensayos en Antropología del Arte I (Madrid. Trotta. 2005)
- Libertad, sensualidad e inocencia. Ensayos en Antropología del Arte II (Madrid, Trotta. 2011)
- Seis ensayos sobre la libertad (Valencia, Tirant lo Blanch, 2015).
- De Job a Kafka. El sentido en nuestro tiempo. (Valencia, Tirant Humanidades. 2020).
- Épocas. Procesos del imaginario cultural. (Valencia, Tirant Humanidades. 2023).